# Pseudocalamobius tsushimae
Pseudocalamobius tsushimae là một loài bọ cánh cứng trong họ Cerambycidae.